# Caridina woltereckae
Caridina woltereckae is een garnalensoort uit de familie van de Atyidae. De wetenschappelijke naam van de soort werd in 2009 door gepubliceerd Cai, Wowor & Choy. In de aquariumhobby staat deze soort bekend als de Harlekijngarnaal omwille van zijn kleuren.
Deze soort komt enkel voor op Sulawesi.